# Nagy Béla (dramaturg)
Nagy Béla (Nagyvárad, 1943. augusztus 21.) újságíró, színházi szakíró, szerkesztő.

## Életútja
1966-ban a kolozsvári Babeș–Bolyai Tudományegyetemen szerzett történelem-régészet szakos diplomát. 1967-1970 között általános iskolai tanár Köröskisújfaluban; 1970-1981 között a nagyváradi Fáklya című napilapnál szerkesztő, újságíró; 1981-1988-ban a Bihar megyei Mozivállalat előadója. 1982-1990, illetve 1992-1997 között a nagyváradi Állami Színház (1992-től annak Szigligeti Társulata) irodalmi titkára; 1996-1997-ben a társulat vezetője. 1990-1991-ben az RMDSZ Bihar megyei szervezetének elnöke; 1990-1992 között parlamenti képviselő.
Irodalmi titkári, illetve színtársulat-vezetői időszakában kerül bemutatásra elsőnek a magyar színháztörténetben Tamási Áron Ősvigasztalása (Szabó József úttörő rendezésében, 1982); a nagyváradi Csurka István-bemutatók sorozatából a Deficit (1982) és a Szájhős (1984); Tennessee Williamstól a Macska a forró bádogtetőn (1982); Göncz Árpád Magyar Medeiája (F. Bathó Ida előadásában, 1983); Zilahy Lajostól a Fatornyok (1984) és a Tűzmadár (1985); Németh Lászlótól a Papucshős (1987); az 1996/97-es évadban pedig a Stuart Mária (Schiller) és a Hegedűs a háztetőn.
Színháztörténeti munkássága a Szigligeti Társulat Füzetei című kiadványsorozat szerkesztésével indult (ebben a sorozatban jelent meg tőle a Nagyváradi színlapok 1848-ig című füzet, Nagyvárad, 1998). Az ő összeállításában közölte a nagyváradi magyar színház, ill. társulat 1944-1992 közötti évadainak játékrendjét Kántor Lajos és Kötő József Magyar színház Erdélyben 1919-1992 című kötete (1994). 1988-ban a nagyváradi magyar színészet 200 éves évfordulójára két kötettel is jelentkezett: egyik az 50 év az állam tenyerén (A váradi magyar színjátszás képeskönyve. 1948-1998), több mint 700 fotón egykorú fényképek, színpadi jelenetek, plakátok, műsorfüzet-címlapok reprodukcióit teszi a színházkedvelő közönség elé, s évadról évadra közli a 462 bemutató adatait (a rendező, díszlet- és jelmeztervező, adott esetben a koreográfus, zeneszerző, karnagy nevét is). Másik könyve: Színház születik (A nagyváradi Szigligeti Színház építéstörténete képben és írásban. 1899-1900) több, mint 150 egykorú dokumentumfotó – többek között a színház építésének eseményeit megörökítő, 22 darabból álló sorozat – és az akkori váradi városközpontot ábrázoló képeslap, dokumentum, építési terv színháztörténeti anyagát teszi hozzáférhetővé, az egykorú lapok cikkeiből s más korabeli dokumentumokból vett szövegek, idézetek kíséretében.

## Művei
- Nagyváradi színlapok 1848-ig; Állami Színház Szigligeti Társulata, Nagyvárad, 1998 (A Szigligeti Társulat füzetei)
- 50 év az állam tenyerén. A váradi magyar színjátszás képeskönyve, 1948-1998; Imprimeriei de Vest, Nagyvárad, 1998
- Színház születik. A nagyváradi Szigligeti Színház építéstörténete képben és írásban, 1899-1900; Bihari Napló, Nagyvárad, 1998
- ...és díszes palotát emeltünk. A nagyváradi Szigligeti Színház építésének kultúrtörténete dokumentumokban, 1899-1900; Bihari Napló, Nagyvárad, 2000
- Volt egyszer egy autonómia. Egy erdélyi monográfia 1959-ből; főszerk. Keszy-Harmath Sándor, szöveggond., jegyz., előszó Nagy Béla; Szabad Tér, Bp., 2009
- Torz idők színháza. A nagyváradi magyar színjátszás tizenkét éve, 1948-1960; szerk. Nagy Béla, Varadinum Script, Nagyvárad, 2009
- Új templom – régi oltár. A Nagyváradi Szigligeti Színház zárkövének krónikája. 1900-2011; szerk. Nagy Béla; Szigligeti Művészeti és Jótékonysági Alapítvány–Varadinum Script, Nagyvárad, 2011
- A nagyváradi Szigligeti Színház; Varadinum Script, Nagyvárad, 2012
- Én maradok! A diktatúra utolsó három éve (1986-1989); (I-III. kötet) Holnap Könyvek, Nagyvárad, 2020